# Gallirallus philippensis
Gallirallus philippensis е вид птица от семейство Rallidae.

## Разпространение
Видът е разпространен в Американска Самоа, Австралия, Вануату, Индонезия, Източен Тимор, Кокосови острови, Нова Зеландия, Ниуе, Норфолк, Палау, Папуа Нова Гвинея, Самоа, Соломоновите острови, Тонга, Уолис и Футуна, Фиджи и Филипините.